# ببر خلیج
ببر خلیج (انگلیسی: Gulf Tiger) عبارتی است که برای اشاره به دورهٔ رشد سریع اقتصادی شهر دبی به کار می‌رود. این رونق اقتصادی در دبی که از دهه ۱۹۹۰ آغاز شد این شهر را از روستایی بیابانی به یک مرکز اقتصادی در ردهٔ جهانی تبدیل کرده‌است. امروزه ۹۰ شرکت از ۱۰۰ شرکت لیست نزدک-۱۰۰ در دبی دفتر دارند.